# Словарь иероглифов Синьхуа
Словарь иероглифов Синьхуа (кит. упр. 新华字典, пиньинь Xīnhuá Zìdiǎn) — самый влиятельный в КНР современный словарь иероглифов, общий тираж которого к июню 2021 года достиг 600 млн экземпляров, что делает его самым многотиражным в мире изданием вспомогательной литературы. Издаётся в Пекине издательством «Шану иньшугуань». 

## Структура
В словаре используются упрощённые иероглифы и фонетическая транскрипция пиньинь. 10-е издание словаря, вышедшее в 2004 году, включая традиционные иероглифы и варианты, содержит 11200 иероглифов. В нём имеются указатель иероглифов по фонетической транскрипции, указатель по ключам, указатель по количеству черт, указатель по четырём углам. В качестве приложения приведены:
- таблицы фонетической транскрипции
- таблица знаков препинания
- таблица периодов правления китайских династий
- таблица народностей Китая и основных районов их проживания
- таблица административно-территориальных единиц Китая и их центров
- таблица стран мира с площадью территории, населением и столицей
- таблица единиц измерения
- таблица геологических периодов
- таблица китайского сельскохозяйственного календаря (даты начала сезонов и их названия)
- периодическая система элементов Д. И. Менделеева

## История изданий
Первый словарь иероглифов Синьхуа вышел в 1953 году, под редакцией Китайской Академии Социальных наук в Издательстве Народного Образования. Главным редактором был лингвист и лексиколог Вэй Цзягун (Wei Jiangong (魏建功, 1901—1980). В 1957 году Коммерческое Издательство выпустило Словарь иероглифов Синьхуа упорядоченный по алфавитному порядку пиньинь. Он был переиздан десятки раз и долгое время пользовался заслуженной популярностью среди китайских студентов.
В начале 2004 года общее число экземпляров превысило 400 миллионов, определив таким образом словарь Синьхуа как наиболее востребованный словарь в мире.
Помимо краткого словаря, Коммерческое издательство также выпустило полный словарь и словарь Синьхуа с английским переводом (Yao 2000, reviewed by Clark 2001). В дополнение, Издательство Образования провинции Шаньси выпустило свою версию данного словаря (Yi et al. 1999).